# Teodoryk II
Teodoryk II – władca Wizygotów w latach 453-466 z rodu Baltów, przyczynił się do zabójstwa swojego brata Toryzmunda, nie zgadzając się na jego politykę. Rządy Teodoryka II to czas sojuszu z Rzymem, który przekazał na rzecz Wizygotów w roku 462 Septymanię.